# ラメラーアーマー

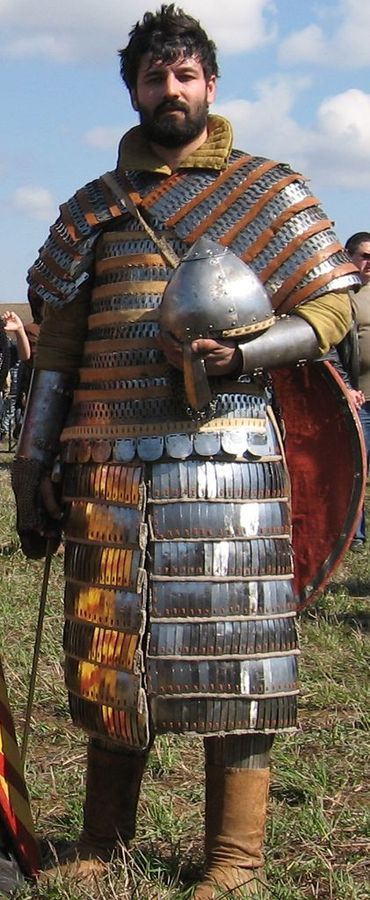
ラメラー・アーマーを着用した中世のヨーロッパ兵士の再現

ラメラーアーマー（英: Lamellar armour）は中世のヨーロッパその他の地域に見られる鎧（甲）の一種。薄片鎧、薄金鎧などと訳される。日本史上においては、奈良・平安時代の挂甲（裲襠式小札甲）・短甲（胴丸式小札甲）のほか、平安時代後期以降の大鎧、戦国時代以降の当世具足など、同一構造のものを小札甲（こざねよろい）と呼ぶが、日本国外のラメラーアーマーとの構造上の違いはない。

## 概要

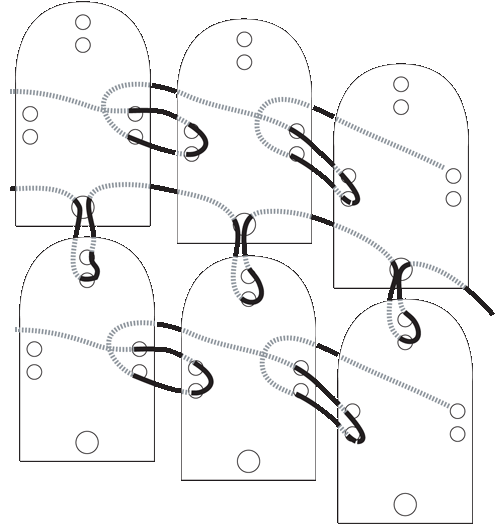
ラメラーアーマーの構造の一例

レーム （Lame = 薄片 薄板）、甲片、小札等と呼ばれる、短冊状の小さな板に穴をあけた物を、組紐・革紐などで連接して製作される。小札に革、青銅、鉄（鋼鉄）、木などを使い、紐革や絹、木綿、麻などの糸や金属のリベットでつなぐ。また、小札の材質を革にする場合、煮固めたり漆塗りにする事で硬度を増している。
甲冑の製作年代や部位、または部品により、縅し（おどし）技法を用いるものや、綴じ（とじ）技法を用いるもの、鋲留め（びょうどめ）技法を用いるものがある。縅しとは、小札の穴に紐を通して繋げることで装甲板に可動性を与えた連接法である。これに対し、綴じ・留めの技法は、紐で括る（＝綴じ）、または鋲を打つ（＝留め）ことで、装甲板同士を完全に固定し、可動性を持たせない連接法である。縅し技法を用いたものは、細長い小札と縅毛を組み合わせることにより、硬い装甲でありながら縦横に伸縮の効く柔軟な甲冑を構築できる。
スケイルアーマーに似るが、ラメラーは接合するための布状下地はなく、小片の連結だけで構成される。
作られた胴鎧は、構造が簡素でメンテナンスも容易なことから、革製のラメラーアーマーがスカンディナヴィア半島やスカンディナヴィアからロシアへ入植した人々によって一般に使用された。
モンゴル、トルコ、サカをはじめとするステップ地帯の騎馬民族も金属製のラメラーアーマーを使用した。
また、中国で発達した金属製のラメラーアーマー（小札甲）は、さらに北アジア、朝鮮半島、日本に伝わった。日本では、古墳時代後期より小札甲が甲冑の主体をなすようになる。宮崎隆旨（元奈良県立美術館館長）の研究によれば、平安時代以降の武士が着用する大鎧は、奈良時代の挂甲（裲襠式小札甲）を元に発展し、胴丸は短甲（胴丸式小札甲）より発展したと考えられている。

## 歴史

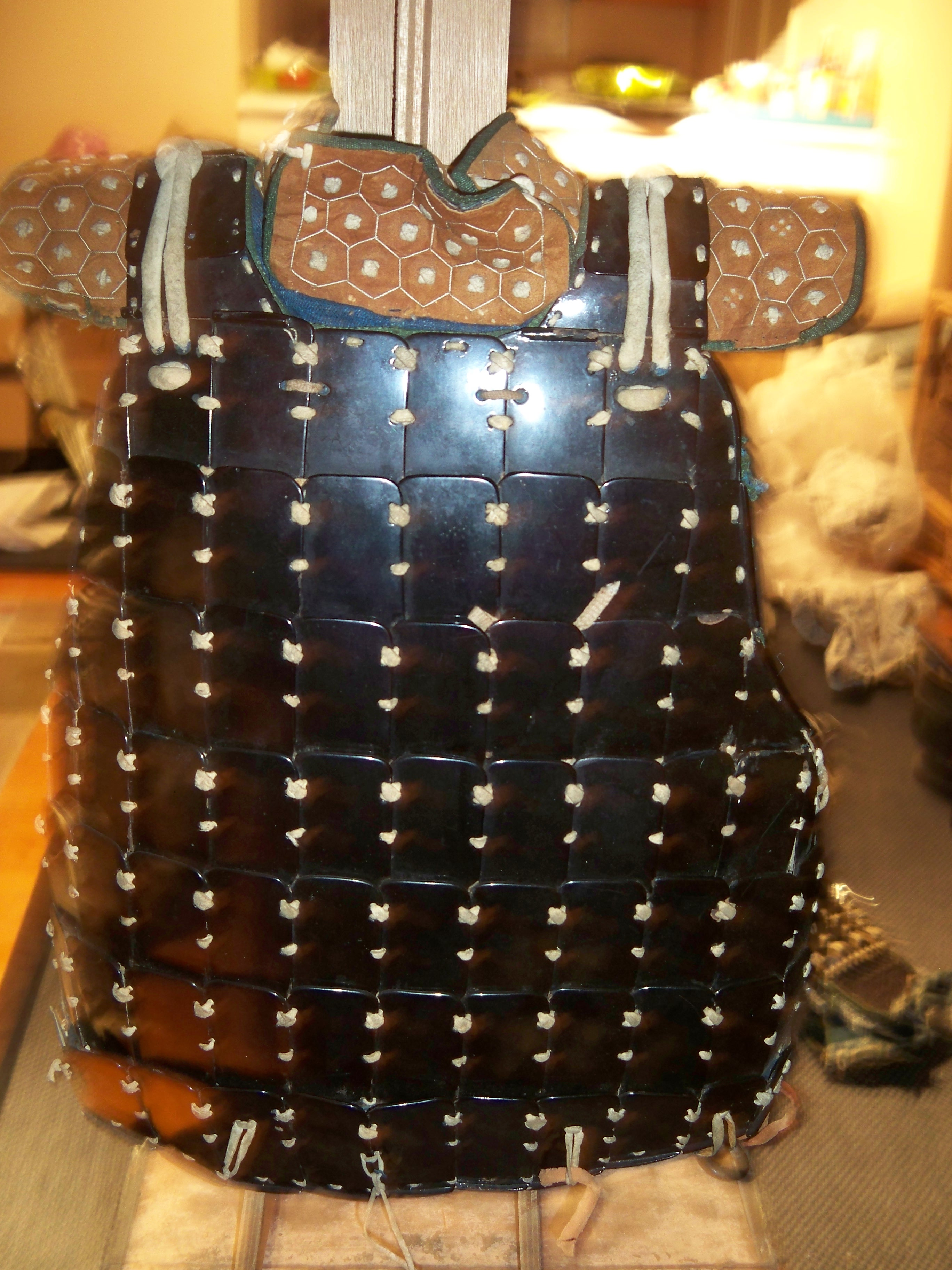
ラメラーアーマーの一種、骨牌金胴。骨牌金（かるたがね）と呼ばれる金属片を胴に使用している。室町末期に登場した当世具足の一つ。

紀元前900年～600年にかけて中近東のアッシリアで発達したと考えられている。中国では、戦国時代の遺跡から、いくつかの甲片からなる鉄鎧が発見されている。
鎖帷子や小片鎧に比べて製造に高度な技術を要したが、より堅牢で防護性能に優れていたため、技術の進歩によって量産化されると鎖帷子や小片鎧よりも多用されるようになった。